# Marius Mapou
Marius Mapou (Nueva Caledonia, 22 de junio de 1980) es un exfutbolista de Nueva Caledonia que jugaba en la posición de centrocampista.

## Carrera

### Club
| Periodo   | Club         | Apariciones | Goles |
| --------- | ------------ | ----------- | ----- |
| 2001-2006 | AS Mont-Dore | 46          | 18    |
| 2006-2007 | AS Magenta   | 10          | 0     |
| 2007–2011 | AS Mont-Dore | 34          | 3     |

### Selección nacional
Jugó para Nueva Caledonia en 22 ocasiones de 2002 a 2008 y anotó tres goles; fue campeón en los Juegos del Pacífico Sur 2007 y finalista de la Copa de las Naciones de la OFC 2008.

## Logros

### Club
- Superliga de Nueva Caledonia (3): 2002, 2010, 2011
- Copa de Nueva Caledonia (2): 2008, 2009

### Selección nacional
- Juegos del Pacífico Sur (1): 2007